# Love on You
"Love on You" är en popsång skriven av Simon Darlow. Den spelades in av Pernilla Wahlgren och utgavs som singel 1985 samt på hennes andra studioalbum Attractive 1986.
"Love on You" producerades av Simon Darlow och spelades in i Soundtrade Studios med Bernard Löhr som tekniker. Som B-sida till singeln valdes låten "All Night", skriven av Emilio Ingrosso. Båda låtarna arrangerades av Svante Persson.
Singeln tog sig in på Svenska singellistan. Där stannade den två veckor i januari 1986 och nådde som bäst plats 13.

## Låtlista
1. "Love on You" – 3:52 (Simon Darlow)
2. "All Night" – 3:45 (Emilio Ingrosso)

## Listplaceringar
| Lista (1986) | Topplacering |
| ------------ | ------------ |
| Sverige      | 13           |